# Agromyza intermittens
Espèce
Agromyza intermittens est une espèce d'insectes diptères de la famille des Agromyzidae.

## Synonymes
Selon GBIF (27 mai 2014)
- Domomyza intermittens Becker, 1907 ;
- Phytomyza secalina Hering, 1925.